# 聖安東尼 (明尼蘇達州亨內平縣)
聖安東尼（英語：St. Anthony）是一個位於美國明尼蘇達州亨內平縣及拉姆西縣的城市。

## 人口
根據2020年美國人口普查的數據，聖安東尼的面積為6.10平方千米，當中陸地面積為5.79平方千米，而水域面積為0.30平方千米。當地共有人口9254人，而人口密度為每平方千米1,517人。